# Стивен Ланг
Стивен Ланг (енгл. Stephen Lang; Њујорк, 11. јул 1952), амерички је филмски, телевизијски и позоришни глумац и драмски писац. Познат је по улогама у филмовима као што су Ловац на људе (1986), Опасан пут (1991), Гетисбург (1993), Богови и генерали (2003), Државни непријатељи (2009), Аватар (2009) и наставци, Не диши (2016) и Не диши 2 (2021). Номинован је за награду Тони за улогу у продукцији Брзина таме Стива Тешича из 1992. године и освојио награду Сатурн за најбољег споредног глумца у Аватару Џејмса Камерона (2009). Од 2004. до 2006. био је уметнички ко-директор Акторс Студија.